# Melmelada

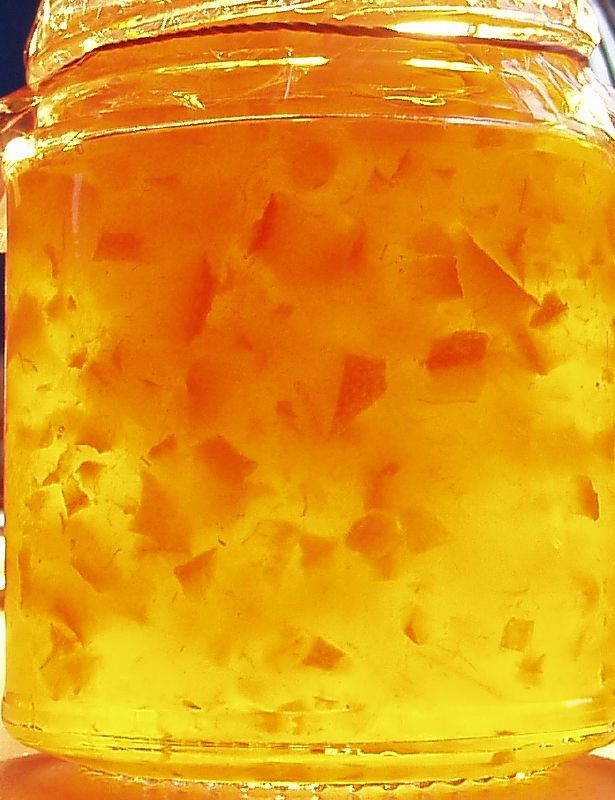
Melmelada de taronja en un pot de vidre.

La melmelada és una conserva de fruita. De textura espessa, s'elabora coent la fruita amb la pell i sucre. A diferència de la confitura o altres maneres de conservar la fruita, conté menys del 60% de sucre.

## Característiques
Per a les melmelades venudes envasades, la legislació de la Unió Europea estableix que hauran de contenir un mínim de 35% de fruita (25% per a algunes fruites vermelles i el codonyat). Per a la qualitat "extra", aquests percentatges s'eleven respectivament a 45% i 35%. Les melmelades de cítrics han de contenir un mínim de 20% de fruita del qual un 75% haurà de procedir de la pell.
La legislació espanyola estableix que les melmelades hauran de contenir un mínim de 30% de fruita, elevant aquests percentatges a 50% per a la qualitat “extra”.

## Història
La paraula "melmelada" prové de marmelada, de l'Idioma portuguès, que significa "confitura de codony" (codony es diu marmelo en portuguès), i aquesta prové al seu torn del llatí melimelum (un tipus de poma) que té el seu origen al grec melimelon (meli=mel i Μήλον=meélon=poma). Els grecs de l'antiguitat ja coïen codonys en mel, segons es recull al llibre de cuina del romà Apici.
El 1238, el murcià Ibn Razin al-Tuyibi al seu llibre de gastronomia Relleus de les taules, sobre les delícies del menjar i els diferents plats es refereix a la melmelada com a petites formes de pa àcim que s'esmicolaven en mel o xarop per elaborar dolços. El 1480, la paraula apareix per primera vegada en documents en anglès, i es va divulgar al segle xvii.

## Legislació
A la Unió Europea, una Directiva del Consell Europeu (79/693/EEC, 24 de juliol de 1979) sobre melmelades, confitures, gelees i cremes de castanyes edulcorades regula el contingut mínim de fruites, incloent-hi dins el concepte «fruita» els tomàquets, el ruibarbre, la pastanaga, la carbassa, la ceba, el cogombre, i altres vegetals dels quals s'elaboren melmelades. Segueix vigent a la nova Directiva del Consell 2001/113/EC, 20 de desembre de 2001.
La legislació de la Unió Europea reserva el terme "melmelada" (i les seves versions locals) a les conserves dolces de cítrics (taronges, llimones, aranges) i anomena "confitura" o "gelea" (segons el procés d'elaboració i la textura final) a les altres conserves dolces de fruites. A Alemanya i a Àustria no es distingeix entre "confitura" i "melmelada" i se sol preferir el terme genèric "melmelada". Per a aquests dos països, la legislació europea va aclarir la terminologia i es va acordar que es farien servir els equivalents en alemany a confitura i melmelada de cítrics (Konfitüre i Marmelade aus Zitrusfrüchten).
La legislació europea distingeixen entre confitura, melmelada i "marmalade" per als cítrics (anomenats agres), deixant el terme en anglès sense traduir.